# Emilio Santos Corchero
Emilio Santos Corchero (San Vicente de Alcántara, Extremadura, 7 de octubre de 1935), es un físico teórico, profesor en la Universidades de Costa Rica (1964-68), Valladolid (1968-1976 y  Catedrático de la Cantabria (1976-2009). En 1998 recibió la Medalla de la Sociedad Española de Física.

## Biografía
Su trabajo científico (alrededor de 100 artículos en revistas científicas) se ha dedicado principalmente a desarrollar una interpretación estocástica de la mecánica cuántica que guarde estricta causalidad (apoyando la opinión de Einstein de que "Dios no juega a los dados"). En esta interpretación la variabilidad de resultados en las mediciones se debe a la falta de control de todos los factores pertinentes y no a la falta de causalidad (como muchos físicos cuánticos creen).
Una aplicación ha sido el estudio de los experimentos de “conversión parametrica” utilizando la representación de Wigner de la óptica cuántica. Un asunto relacionado ha sido el significado de las desigualdades de Bell y los requisitos para que sus pruebas empíricas sean adecuadas.
Las interpretaciones estocásticas se basan en la asunción de que el vacío cuántico se compone de campos reales. Sus fluctuaciones podrían explicar la “energía oscura” que recientemente se ha descubierto en cosmología.
Otro asunto de interés ha sido el estudio de estrellas relativistas para ver si algunas modificaciones de la relatividad general (posiblemente de origen cuántico) podrían evitar el colapso hacia singularidades (“agujeros negros”); el asunto es que los agujeros negros se supone que contienen toda la masa de la estrella en un punto matemático, que es lo que se conoce como singularidad; E. Santos, al igual que Einstein, nunca aceptó.
En 2022 publicó el libro Realistic Interpretation of Quantum Mechanics, que resume su carrera científica y en el que propone que algunas de las aparentes violaciones del realismo local por los fenómenos cuánticos admiten una explicación realista si se toman como reales los campos del vacío.